# اللجو (الرياشية)

تعديل مصدري - تعديل

اللجو هي إحدى قرى عزلة وادي الرياشية بمديرية الرياشية التابعة لمحافظة البيضاء، بلغ تعداد سكانها 398 نسمة حسب تعداد اليمن لعام 2004.